# Livron-sur-Drôme
Livron-sur-Drôme ist eine französische Gemeinde mit 9272 Einwohnern (Stand 1. Januar 2022) im Département Drôme in der Region Auvergne-Rhône-Alpes; sie gehört zum Arrondissement Valence und zum Kanton Loriol-sur-Drôme. Die Bewohner werden Livronnais und Livronnaises genannt.
Die Gemeinde erhielt 2022 die Auszeichnung „Eine Blume“, die vom Conseil national des villes et villages fleuris (CNVVF) im Rahmen des jährlichen Wettbewerbs der blumengeschmückten Städte und Dörfer verliehen wird.

## Geographie
Die Kleinstadt liegt rund 25 Kilometer nördlich von Montélimar und 20 Kilometer südlich von Valence. Nachbargemeinden von Livron-sur-Drôme sind Étoile-sur-Rhône im Norden, Allex im Osten, Loriol-sur-Drôme im Süden und La Voulte-sur-Rhône im Westen.
Das Gemeindegebiet wird im Süden von der Drôme und im Westen von der Rhone begrenzt, wo es an das benachbarte Département Ardèche stößt. Der Ort selbst liegt am rechten Ufer der Drôme, die rund fünf Kilometer weiter als linker Nebenfluss in die Rhone einmündet. An der Gemeindegrenze zur nördlichen Nachbargemeinde Étoile-sur-Rhône mündet auch die Véore in die Rhone.

### Verkehrsanbindung
Livron-sur-Drôme ist durch die Verkehrsachsen des Rhonetales sehr gut erschlossen. So verlaufen in Nord-Süd-Richtung die Autobahn A7, die Nationalstraße N7 und die Bahnverbindung zwischen Valence und Montélimar, wo sich auch die nächstgelegenen Flugplätze befinden. Das Tal der Drôme wird verkehrstechnisch von der Départementsstraße D104 versorgt. Hier verläuft auch eine Eisenbahnstrecke aus Richtung Crest, die nach einem Knotenpunkt bei Livron-sur-Drôme zur Eisenbahnbrücke La Voulte über die Rhone geführt und dort in das Bahnnetz am rechten Rhoneufer eingebunden wird.

## Bevölkerungsentwicklung
| Jahr                       | 1968 | 1975 | 1982 | 1990 | 1999 | 2006 | 2009 | 2018 |
| Einwohner                  | 5616 | 5674 | 6822 | 7294 | 7759 | 8608 | 8967 | 9149 |
| Quellen: Cassini und INSEE |      |      |      |      |      |      |      |      |

## Wappen
Blasonierung: In Silber ein schwarzer Türriegel.

## Weinbau
Die Reben in Livron-sur-Drôme sind Teil des Weinbaugebietes Côtes du Rhône.

## Sehenswürdigkeiten
- Château du Haut-Livron, Schloss in der Oberstadt mit Wandfresken – seit 1990 in Teilen als Monument historique eingeschrieben[2]
- Cimetière, Friedhof mit Überresten einer Abtei aus dem 14. Jahrhundert – seit 1926 als Monument historique eingeschrieben[3]
- Reste des Kollegiatstifts Saint-Prix
- Herz-Jesu-Kirche

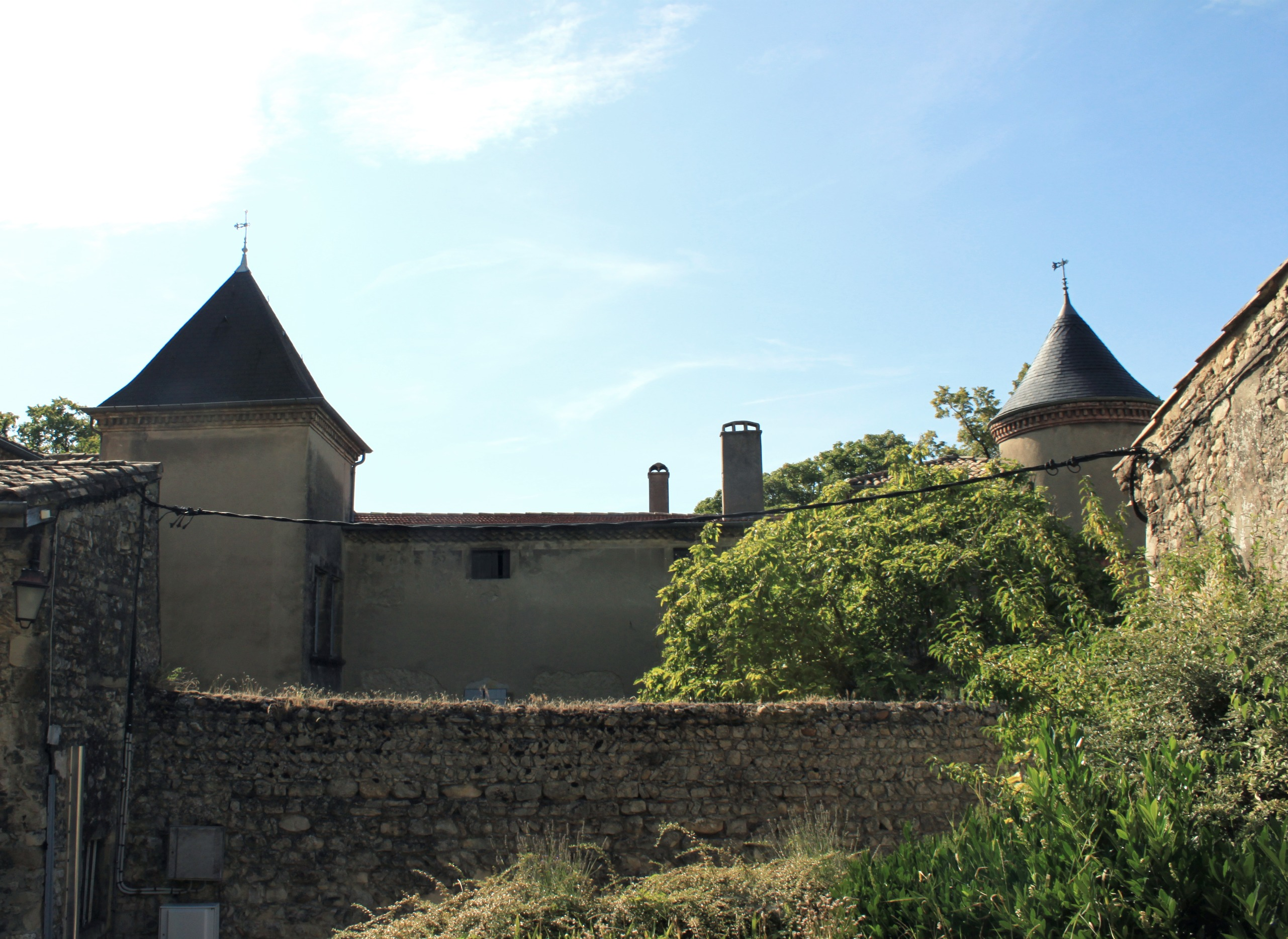
Schloss Haut-Livron
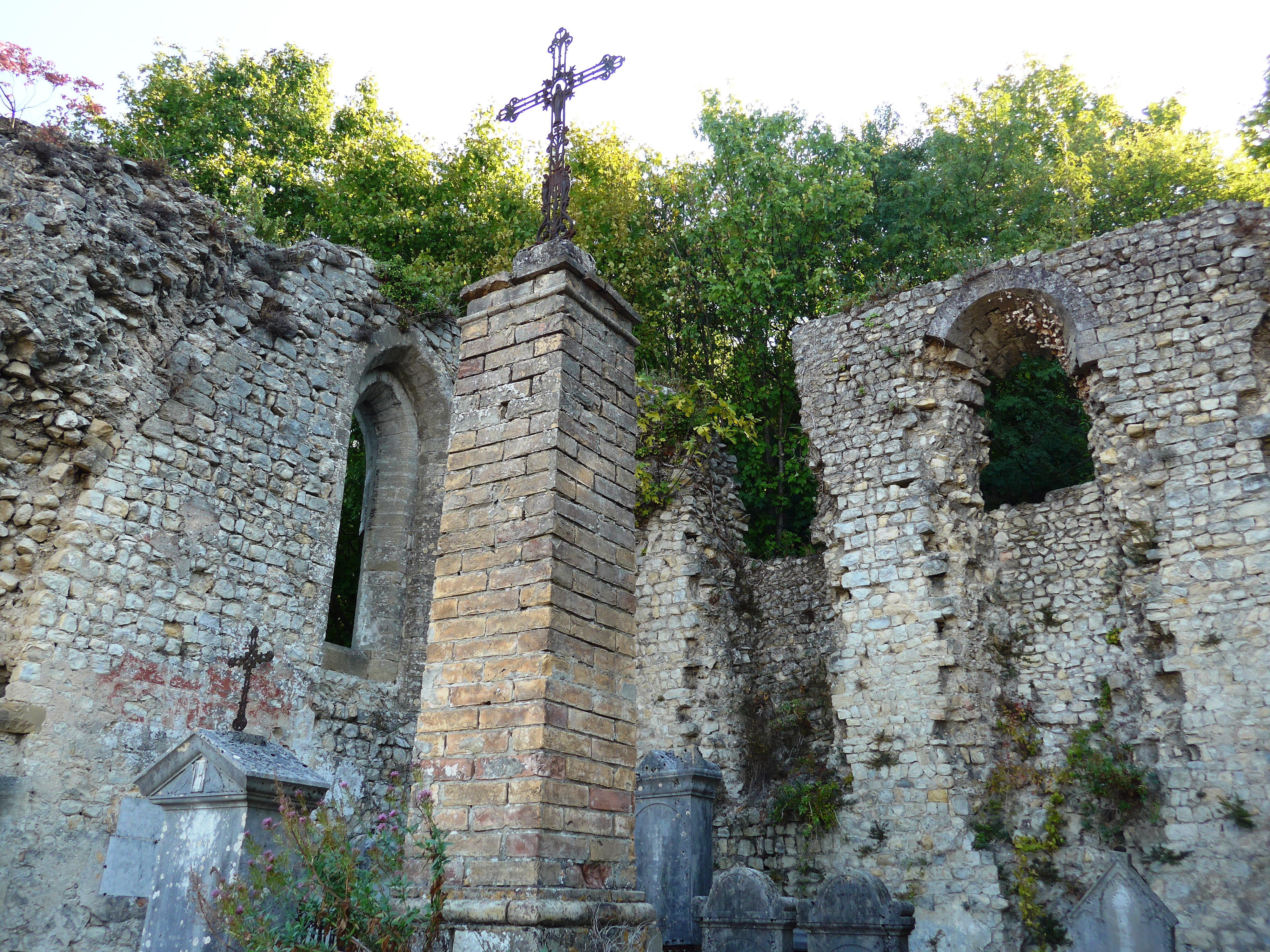
Friedhof mit Überresten einer Abtei
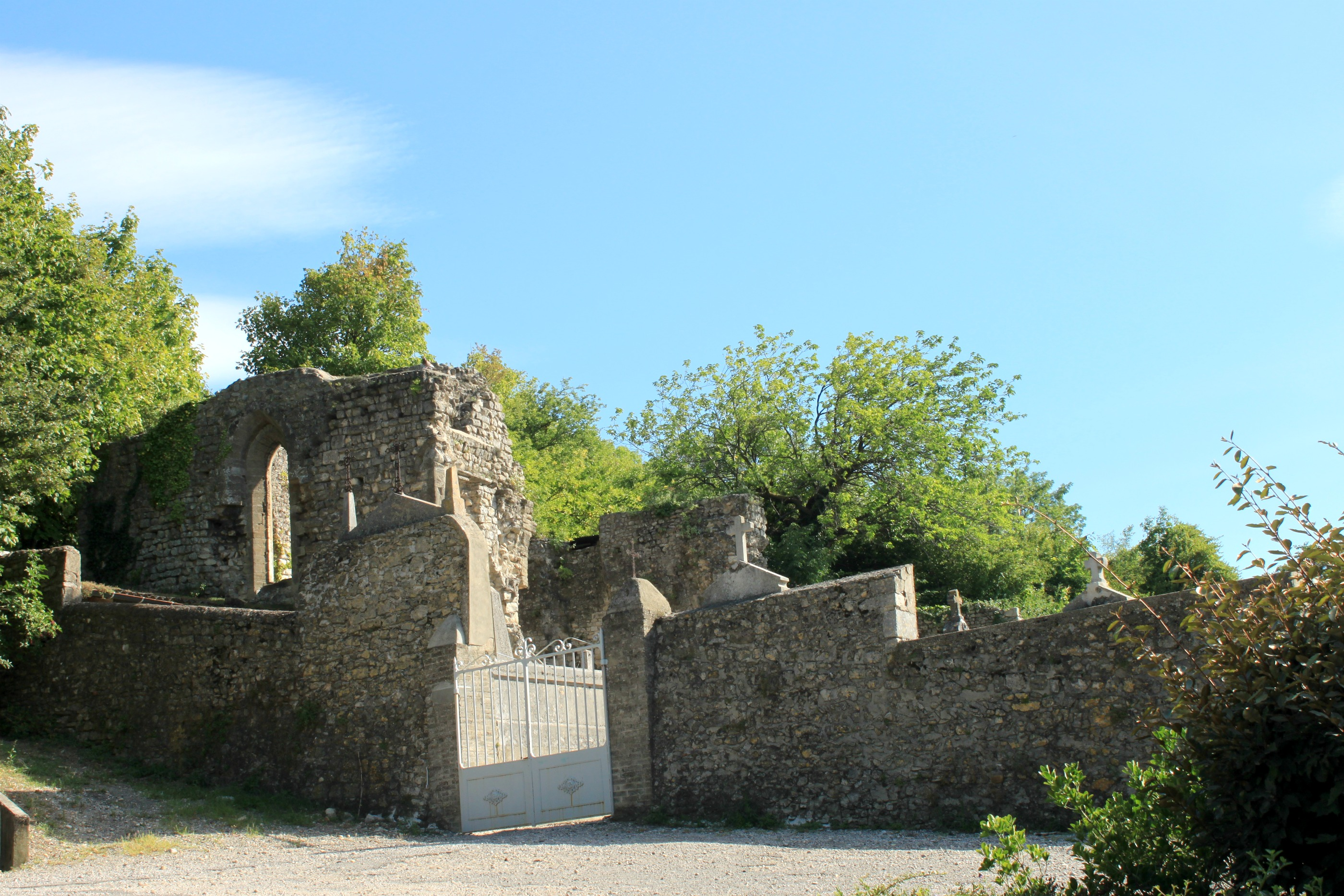
Reste des Kollegiatstifts Saint-Prix
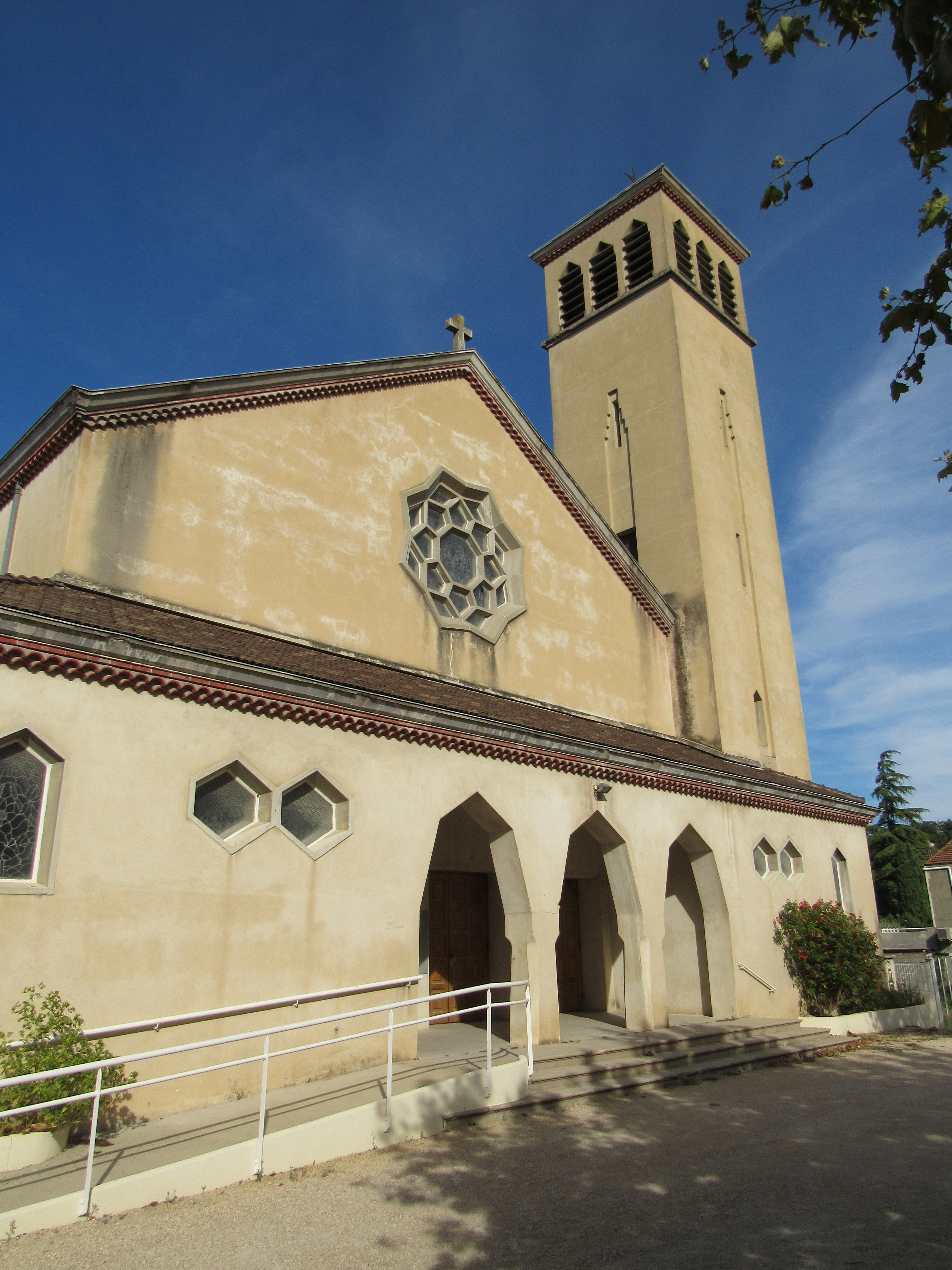
Herz-Jesu-Kirche